# Megadolomedes
Megadolomedes là một chi nhện trong họ Pisauridae.